# Беффа, Кароль
Кароль Беффа (фр. Karol Beffa; род. 27 октября 1973, Париж, Франция) — французско-швейцарский композитор, пианист, преподаватель и эссеист польского происхождения.

## Биография
Кароль Беффа родился 27 октября 1973 года в Париже. В детстве, наряду с обучением музыке, будущий композитор занимается актерским мастерством. В 1982 году он играет юного Моцарта в телефильме "Моцарт" французского режиссёра Марселя Блюваля. В 1988 году, Кароль Беффа поступает в Парижскую Высшую национальную консерваторию музыки и танца. За годы Консерватории, музыкант получает первые премии за отличную учебу в следующих дисциплинах: гармония, контрапункт, фуга, музыка ХХ-го века, оркестровка, анализ, сопровождение вокальных произведений на фортепиано, импровизация на фортепиано.
По окончании парижского лицея имени Генриха IV, Кароль Беффа поступает в Высшую нормальную школу, заняв первое место во вступительном конкурсе. Он получает степень бакалавра по истории и философии, а также степень магистра по английскому языку. Одновременно с этим, Беффа заканчивает магистратуру по направлению философии в Кембриджском университете и изучает математику в Национальной школе статистики и экономического управления (ENSAE). В 1996, Кароль Беффа получает степень агреже, позволяющую преподавать в ВУЗах, а в 2003 - степень доктора музыковедения в Высшей школе социальных наук. В своей докторской диссертации, Кароль Беффа рассматривает Этюды для фортепиано венгерского композитора Дьёрдя Лигети. В 2015 году, Кароль Беффа получает квалификацию, позволяющую осуществлять научное руководство докторскими диссертациями по музыковедению. Преподавательская карьера Беффа начинается в университете Париж IV Сорбонна (1998-2003), затем он преподает в Политехнической школе с 2003 по 2009 год. С 2004 года Беффа преподает в Высшей нормальной школе. В период с 2006 по 2009 год, Беффа также является приглашенным композитором Национального оркестра Капитолия Тулузы.
В 2012-2013 учебном году, по инициативе французского математика Пьера-Луи Лионса, Коллеж де Франс избирает Кароля Беффа в качестве приглашенного артиста на кафедру художественного творчества. Со времен основания этой кафедры, Беффа становится самым молодым её преподавателем.
Музыка Кароля Беффа характеризуется двумя четко определенными направлениями: с одной стороны, это музыка созерцательная, гипнотическая, отличающаяся медленным гармоническим ритмом, своего рода поэзия оттенков и состояний. С другой стороны, это энергичный, нервно-ритмичный музыкальный дискурс, как бы стремящийся к вечному движению и метаморфозе. В своем творчестве, Беффа часто использует поэтические тексты, к примеру, произведения Ронсара, Вергилия, Аполлинера, Сен-Жана де ля Круа, Луизы Лабэ, Бодлера. Две оперы Кароля Беффа, Amerika и Le Château, опираются на романы Франца Кафки "Америка" и "Замок".
В качестве пианиста-импровизатора Кароль Беффа часто аккомпанирует немые кинофильмы и литературные чтения. В частности, пианист выступал с такими писателями и артистами, как Даниэль Пеннак, Анн Консиньи, Тони Моррисон, Майкл Лонсдейл, Рафаэль Энтовен и Пьер Журд. В 2014 году, Беффа становится первым пианистом, полностью аккомпанировавшим отреставрированную шестичасовую версию немого кинофильма "Отверженные" Анри Фескура (1925).
Помимо композиторской, исполнительской и преподавательской деятельности, Кароль Беффа является автором нескольких эссе о музыке и музыкальном творчестве. В 2013 году выходит его вступительная лекция, произнесённая в Коллеж де Франс - "Как говорить о музыке?" (Comment parler de musique?, Fayard/Collège de France, 2013). Два года спустя, в соавторстве с математиком Седриком Виллани, Беффа публикует эссе "Кулисы творчества" (Les Coulisses de la création, Flammarion, 2015). В 2016 году выходит в печать его биография Лигети: "Дьёрдь Лигети" (György Ligeti, Fayard, 2016).

## Признание
Произведения Кароля Беффа исполняются такими вокальными ансамблями, как A Sei Voci, Метриз Радио Франции, Cambridge Voices, хор Оркестра Парижа, Метриз Собора Парижской богоматери, а также крупнейшими оркестрами, среди которых Филармонический оркестр Радио Франции, оркестр Национального оперного театра Лиона, Симфонический оркестр Бретани, Bayerische Kammerphilharmonie, Симфонический оркестр Санкт-Петербургской филармонии, Лондонский симфонический оркестр, Оркестровый ансамбль Парижа, Оркестр Парижа, American Wind Symphony Orchestra, Национальный оркестр Франции, Deutsche Kammerphilharmonie.
В 2013 году Кароль Беффа получает награду "Лучший композитор года" на Виктуар де ля Мюзик (Victoires de la musique classique). В 2016 году ему, как лучшему композитору, присужден приз Гран При французских лицеев.

## Сочинения

### Для сольного инструмента
- Sillages, для фортепиано, 2003
- Six études, для фортепиано, 2003
- Éloge de l’ombre, для арпы, 2005
- Rhapsodie, для виолончели, 2005
- Supplique, для скрипки или барочной скрипки, 2005
- Après une lecture de Bach, для скрипки или барочной скрипки, 2007
- Gravitations, для кларнета, 2008
- Suite, для фортепиано или клавесина, 2008
- Mirages, для фортепиано, в четыре руки, 2009
- Obsession, для саксофона, 2009
- Prélude pour orgue, для органа, 2009
- Passacaille pour orgue, для органа, 2009
- Trois chorals dans le style de Bach, для фортепиано, 2010
- Le Miroir des Heures, для гитары, 2013
- Sarabande et Doubles, для фортепиано, клавесина или клавикорда, 2015

### Дуэты
- 5 Pièces, для скрикпи (или альта) и фортепиано, 2008
- Subway, для трубы и фортепиано, 2008
- Épitaphe, для кларнета in A и фортепиано, 2009
- Manhattan, для альта и фортепиано, 2010
- Masques, для скрипки и виолончели, 2010
- Marmor, для виолончели и фортепиано, 2015

### Трио
- Paysages d’ombres, для флейты, альта и арпы, 2008
- Les ombres qui passent, для скрипки, альта или виолончели и фортепиано, 2010
- Cortège des ombres, для кларнета, альта или виолончели и фортепиано, 2013
- En Miroir, для саксофона, альта и фортепиано, 2012
- De Cartes et d'estampes, для трёх флейт, 2014

### Квартеты
- ...Quelques cercles..., для струнного квартета, 2000
- Mosaïque, для струнного квартета, 2009
- Café 2010, для струнного трио и фортепиано, 2010
- Feux d’artifice, для четырёх кларнетов, 2011
- Fireworks, для квартета саксофонов, 2011
- Chinatown, для саксофона, альта, Fender Rhodes и фортепиано, 2012
- Je t’invoque, для саксофона, альта, Fender Rhodes и фортепиано, 2012
- It rings a bell…, для струнного трио и фортепиано, 2016
- Les Météores, для четырёх гитар, 2016

### Квинтеты
- Destroy, для фортепиано (или усиленного клавесина) и струнного квартета, 2007
- Blow up, для фортепиано (или усиленного клавесина) и духового квартета, 2008
- Buenos Aires, для брасс-квинтета, 2010
- Elévation, для фортепиано и струнного квартета, 2010
- Ma joue ennemie, для фортепиано и струнного квартета (из музыки к кинофильму Sur ta joue ennemie ("На твоей вражеской щеке") Жана-Ксавье Лестрада), 2010
- Five o'clock, для духового квинтета, 2015

### Концерты
- Concerto pour violon, для скрипки с оркестром, 2007
- Premier concerto pour piano, для фортепиано с оркестром, 2009
- Concerto pour guitare, для гитары и струнного оркестра, 2010
- Concerto pour alto, для альта и струнного оркестра[1], 2011
- Concerto pour trompette, для трубы и струнного оркестра, 2012
- La Vie antérieure, concerto pour piano et orchestre, 2012
- Into the Dark, для фортепиано и струнного оркестра, 2013
- Concerto pour harpe, для арпы и струнного оркестра, 2013
- Concerto pour clarinette, для кларнета и струнного оркестра, 2013
- Rainbow, для фортепиано и струнного оркестра, 2013
- A Floating World, концерт для скрипки с оркестром, 2014
- Concerto pour saxophone, для саксофона и струнного оркестра, 2015

### Музыка для ансамбля
- La Pavillon d’or, для малого оркестра, 2013
- Octopus, для двойного квартета саксофонов (или для десяти саксофонов), 2014

### Симфоническая музыка
- Paradis artificiels, для симфонического оркестра, 2007
- Oblivion, для струнного ансамбля, 2008
- Les ruines circulaires, для симфонического оркестра, 2009
- La nef des fous, для "моцартианского" оркестра, 2011
- Dédale, для струнного оркестра (1999-2012)
- L’esprit de l’érable rouge, для чтеца, симфонического оркестра (и детского хора ad lib.) Текст Мин Тран Юи (Minh Tran Huy), 2012
- L’œil du loup, для чтеца и симфонического оркестра. Текст Даниэля Пеннака, 2012

### Духовой оркестр
- Burning Bright, для духового оркестра, 2012

### Вокальная музыка
- Je vis, je meurs..., для детского голоса. Стихотворение Луизы Лабэ, из сборника сонетов, 2004
- 6 mélodies, для голоса и фортепиано. Стихи Шарля Бодлера, Оливье Денена, Эди Каддура и анонимного эфиопского поэта, 2007
- Salve Regina, для хора, 2007
- Messe pour soprano, chœur mixte et orgue, месса для сопрано, смешанного хора и органа 2008
- Nuit mystique, для голоса и струнного квартета. Текст Сен-Жана де ла Круа, 2010
- Nuit mystique, для голоса и фортепиано. Текст Сен-Жана де ла Круа, 2010
- De Profundis, для скрипки или альта и смешанного хора, 2011
- Media vita, для смешанного хора a cappella, или для четырёх солистов, 2011
- Mes heures de fièvre, для голоса, (скрипки) альта и фортепиано. Стихи Густаво Адольфо Беккера, 2011
- Babel (A une médisante, No me mueve, Geordie), для смешанного четырехголосного хора a cappella. Текст Клемана Маро; анонимные[2], 2012
- Nuit obscure, для голоса и струнного оркестра. Текст Сен-Жана де ла Круа, 2012
- Fragments de l'Enéide, для четырёх смешанных голосов или четырехголосного хора и детского хора ad lib. Текст: отрывок из «Энеиды» Вергилия, 2012
- Trois motets (Regina Caeli, Ave Regina caelorum et Ave Maria), для шести смешанных голосов a cappella, или для смешанного хора a cappella, 2012
- Je n'ai plus que les os… , для четырёх смешанных голосов a cappella, или для смешанного хора a cappella. Сонет Ронсара, 2015
- Misericordias domini, для четырёх смешанных голосов a cappella (или смешанного хора a cappella) и органа (или фортепиано), 2016

### Музыкальная сказка (с чтецом)
- L’esprit de l’érable rouge, для чтеца, симфонического оркестра (и детского хора ad lib.) По произведению Мин Тран Юи (Minh Tran Huy), 2012
- L’œil du loup, для чтеца и симфонического оркестра. По произведению Даниэля Пеннака, 2012

### Балет
- Corps et âmes, балет для одиннадцати танцоров. Хореография Жюльена Лестеля, 2011

### Опера
- K ou la piste du château, для трех солистов, флейты, струнного трио, фортепиано (и смешанного хора ad lib.) По мотивам романа "Замок" Франца Кафки, 2011-2013
- Equinoxe, для трех солистов, кларнета, фортепиано и струнного оркестра. По мотивам романа "Америка" Франца Кафки, 2014

### Дискография
- Six Études, Sillages et Voyelles для фортепиано, исполнитель Лорен де Ратульд, Ame Son
- Trois Études, для фортепиано, исполнитель Дана Сьокарли, Triton
- Metropolis, исполнители Арно Торетт и Жоан Фаржо, Accord/Universal
- Masques I et II, исполнители Рено и Готье Капюсон, Virgin Classics
- Subway, исполнители Роман Лёлё и Жюльен Лёпап, Indesens
- Après une lecture de Bach..., исполнитель Марина Шиш, Intrada
- Improvisations, исполнитель Кароль Беффа, Intrada
- Éloge de l’ombre, исполнитель Аннлеен Ленаэртс, Egon Records
- Erbarme dich, исполнитель Давид Бисмют, Ame Son
- Les Ombres qui passent, Masques I et II, Supplique, Manhattan, Milonga, ансамбль Contraste, Triton
- Buenos Aires, квинтет Feeling Brass, Aparte
- Songs, исполнитель Кароль Беффа, Constrate/Naïve
- L’œil du Loup, книга-диск издательства Gallimard, при участи Оркестрового ансамбля Парижа (текст Даниэля Пеннака)
- Feux d’artifice, квартет кларнетов Vendôme, Indesens
- Erbarme dich, исполнитель Кароль Беффа, La dolce volta
- Miroir(s), исполнители Кароль Беффа, Жоан Фаржо, Рафаэль Имбер и Арно Торетт, Naïve
- Alcools, suivi de Le Bestiaire, исполнитель Кароль Беффа (Аполлинер, читает Бернар Метро), Gallimard
- Tous en cœur, Contraste
- Concerto pour trompette et cordes, исполнитель Роман Лёлё (труба), Оркестр Оверни, дирижёр Роберто Форес Весес, Aparte
- Concerto pour trompette et cordes, исполнитель Эрик Обье (труба), дирижёр Себастьян Бийяр, Indesens
- Libres, исполнители Кароль Беффа и Рафаэль Имбер, JazzVillage/Harmonia Mundi
- Suite, для фортепиано, исполнитель Ванесса Бенелли Мозелл, DECCA
- Five o'Clock, для духового квинтета, исполнитель Klarthe Quintet, Klarthe
- Obsession для саксофона, исполнитель Алисия Волинчук, DUX
- Into the Dark, Concerto pour alto, Concerto pour harpe, Nuit obscure, Dédale, исполнители Жоан Фаржо, Арно Торетт, Карин Деэ, Эмманюэль Сессон, Aparte[3][4]
- Blow up, Concerto pour trompette, Eloge de l'ombre, Paysages d'ombres, Subway, Fireworks, исполнители Мари-Пьер Лангламэ, Лиз Берто, Венсан Люка, Кароль Беффа, Эрик Обье, Лоран Вагшаль, квартет Жана-Ива Фурмо, ансамбль Initium, Indesens[3]